# Corpul I Armată (1916-1918)
Corpul I Armată a fost o mare unitate de nivel operativ care s-a constituit la 27 august 1916, prin mobilizarea unităților existente la pace ale Corpului I Armată. Corpul a făcut parte din organica Armatei 1, în campaniile anuilor 1916 și 1917 fiind comandat la intrarea în război  de generalul de divizie Ioan Popovici. Corpul I Armată a participat la acțiunile militare pe frontul românesc, pe toată perioada războiului, între 27 august 1916 - 11 noiembrie 1918. 

## Ordinea de bătaie la mobilizare

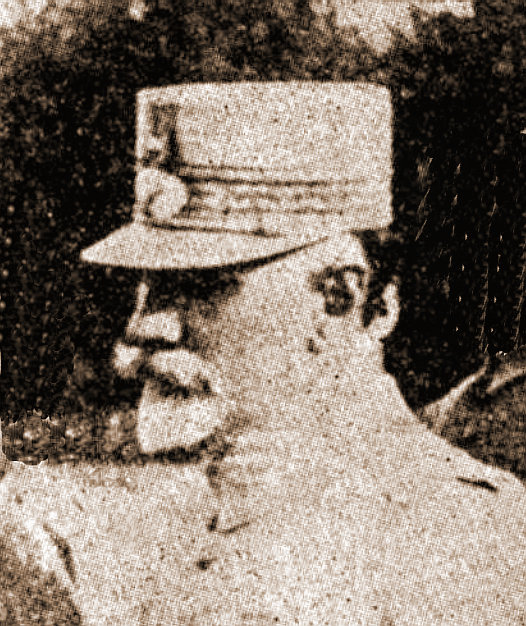
Generalul Nicolae Petala, comandantul Corpului I Armată

La declararea mobilizării, la 27 august 1916, Corpul I Armată avea următoarea ordine de bătaie:

Corpul I Armată
- Cartierul General al Corpului I Armată
- Divizia 1 Infanterie

- Regimentul 1 Vânători
- Brigada 1 Infanterie

- Regimentul 1 Mehedinți No. 17 „Știrbey Vodă”
- Regimentul Gorj No. 18

- Brigada 2 Infanterie

- Regimentul Dolj No. 1
- Regimentul Calafat No. 31

- Brigada 31 Infanterie

- Regimentul 43 Infanterie
- Regimentul 59 Infanterie

- Brigada 1 Artilerie

- Regimentul 1 Artilerie „Regele Carol I”
- Regimentul 5 Artilerie

- Divizia 2 Infanterie

- Regimentul 5 Vânători
- Brigada 3 Infanterie

- Regimentul Vâlcea No. 2
- Regimentul Rovine No. 26

- Brigada 4 Infanterie

- Regimentul Olt No. 3
- Regimentul 2 Romanați No. 19

- Brigada 32 Infanterie

- Regimentul 42 Infanterie
- Regimentul 66 Infanterie

- Brigada 2 Artilerie

- Regimentul 9 Artilerie
- Regimentul 14 Artilerie

- Divizia 11 Infanterie

- Brigada 21 Infanterie

- Regimentul 57 Infanterie
- Regimentul 58 Infanterie

- Brigada 22 Infanterie

- Regimentul 41 Infanterie
- Regimentul 71 Infanterie

- Regimentul 22 Artilerie

- Brigada 1 Călărași
- Serviciile Corpului I Armată

## Reorganizări pe perioada războiului
În anul 1917, Corpul I Armată s-a reorganizat în spatele frontului. Ordinea sa de bătaie era următoarea:

Corpul I Armată
- Cartierul General al Corpului III Armată
- Divizia 2 Infanterie
- Divizia 4 Infanterie
- Divizia 11 Infanterie

## Comandanți
Pe perioada desfășurării Primului Război Mondial, Corpul I Armată a avut următorii comandanți:
| Gradul             | Numele              | Perioada                                | Imagine |
| ------------------ | ------------------- | --------------------------------------- | ------- |
| General de divizie | Ioan Popovici       | 15 august 1916 - 17 septembrie 1916     |         |
| General de brigadă | David Praporgescu   | 17 septembrie 1916 - 30 septembrie 1916 |         |
| General de brigadă | Nicolae Petala      | 30 septembrie 1916 - 12 octombrie 1916  |         |
| General de brigadă | Gheorghe Sănătescu  | 12 octombrie 1916 - 21 octombrie 1916   |         |
| General de brigadă | Nicolae Petala      | 21 octombrie 1916 - 31 octombrie 1916   |         |
| General de brigadă | Dumitru Stratilescu | 1 noiembrie 1916 - 12 noiembrie 1916    |         |
| General de brigadă | Ioan Pătrașcu       | 13 noiembrie 1916 - 23 decembrie 1916   |         |
| General de brigadă | Nicolae Petala      | 29 decembrie 1916 - 21 mai 1918         |         |
| General de brigadă | Ioan Pătrașcu       | 21 mai 1918 - 12 iulie 1918             |         |
| General de divizie | Aristide Razu       | 12 iulie 1918 - 11 noiembrie 1918       |         |